# Райдер, Конрой, 8-й граф Харроуби
Дадли Эдриан Конрой Райдер, 8-й граф Харроуби , также известный как Конрой Райдер (англ. Dudley Adrian Conroy Ryder, 8th Earl of Harrowby; род. 18 марта 1951 года) — британский пэр. Он был известен под титулом учтивости — виконт Сэндон с 1987 по 2007 год.

## Биография
Конрой Райдер родился 18 марта 1951 года. Единственный сын Дадли Райдера, 7-го графа Харроуби (1922—2007), и Жанетт Розалте Джонстон-Сент (1921—1997). Его сестра — леди Розальте Фрэнсис Рандалл (род. 1954).
Лорд Харроуби получил образование в Итонском колледже, университете Ньюкасла-апон-Тайн, и колледже Магдалины, Кембридж. Он стал директором Compton Street Securities в 1988 году.
Конрой Райдер унаследовал титул графа после смерти своего отца 9 октября 2007 года, когда он ушел с работы и переехал управлять семейным поместьем, Сэндон-Холл родился в Стаффордшире, Англия . Семья также владеет Бернт Нортон-хаус, ставший знаменитым благодаря Т. С. Элиоту.
Лорд Харроуби был назначен заместителем лейтенанта Стаффордшира 9 мая 2017 года.

## Браки и дети
16 июля 1977 года Конрой Райдер женился на Саре Николе Хобхаус Пейн (? — 29 декабря 1994), дочери капитана Энтони Дениса Филлпоттса Пейна (1924—2011) и Джоан Элеонор Хобхаус (1922—2017). У супругов было четверо детей:
- Дадли Энтони Хьюго Ковентри Райдер, виконт Сэндон (род. 5 сентября 1981), старший сын и наследник титула
- Достопочтенный Фредерик Уитмор Дадли Райдер (род. 6 февраля 1984 года)
- Достопочтенный Генри Мэнселл Дадли Райдер (род. 13 июля 1985 года)
- Леди Эмили Джорджина Хобхаус Райдер (род. 13 января 1992 года)

Сара умерла 29 декабря 1994 года. 2 мая 1998 года лорд Харроуби вторым браком женился на Кэролайн Маркс, дочери Джеффри Маркса.